# Cánh quạt nâng trước-sau

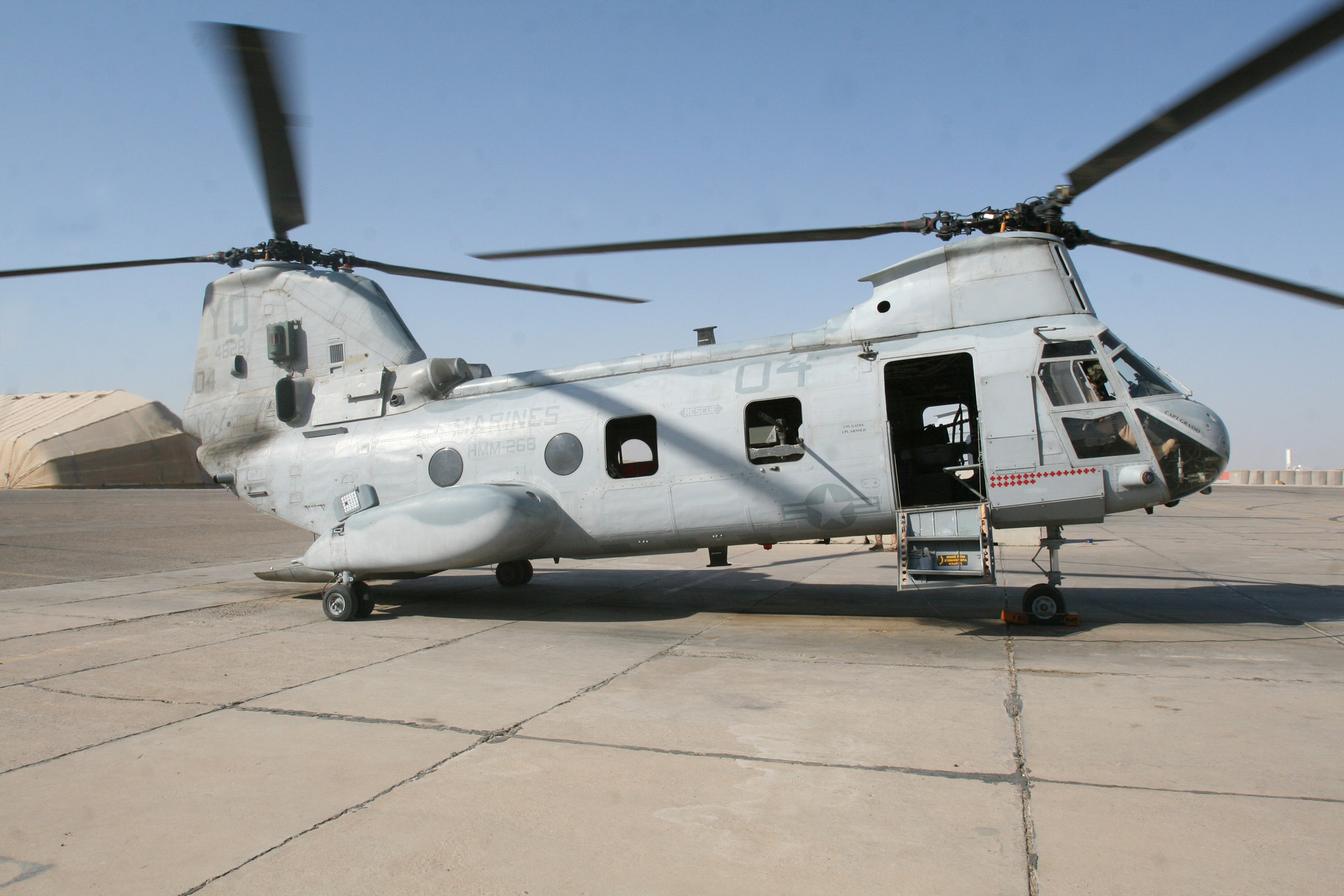
CH-46 Sea Knight

Cánh quạt nâng trước-sau là một sơ đồ của máy bay trực thăng trong đó sử dụng hai cánh quạt nâng quay ngược chiều nhau, một cái ở đầu và một cái ở cuối trực thăng. Sơ đồ này hiện chủ yếu dùng cho các trực thăng tải hàng cỡ lớn.
Chính vì mang hai cánh quạt quay ngược chiều nhau, mô-men quay của chúng đã triệt tiêu lẫn nhau và vì thế, sơ đồ này không cần đến cánh quạt đuôi để triệt tiêu mô men quay ở thân như sơ đồ trực thăng thường, từ đó loại bỏ được hao phí năng lượng cho cánh quạt đuôi. Một ưu điểm khác của sơ đồ cánh quạt nâng trước-sau là chân đế của trọng tâm lớn hơn và mức độ thăng bằng theo chiều dọc cũng cao hơn. Tuy nhiên sơ đồ này có hệ trống truyền động phức tạp, và, như cái tên của nó, đòi hỏi đến những hai cánh quạt nâng lớn. Hai cánh quạt này được liên kết bởi một hệ thống truyền động nhằm đảm bảo hai cánh quạt quay ăn khớp với nhau và không va chạm vào nhau, ngay cả khi động cơ gặp trục trặc.
Trực thăng sử dụng sơ đồ cánh quạt nâng trước-sau quay ngang bằng cách thay đổi góc tấn theo chu kỳ của hai cánh quạt nâng theo hai hướng ngược nhau; điều này tạo ra hai lực kéo ngược hướng nhau ở đầu và đuôi máy bay. Động tác chúc đầu về trước hay ngả ra sau được thực hiện bằng việc tăng lực nâng chung của một cánh quạt và giảm lực nâng cánh quạt còn lại.
Về phương diện khí động lực học, sơ đồ hai cánh quạt trước-sau được đánh giá là phức tạp. Sơ đồ này giúp trực thăng có thể sản sinh ra một lực nâng lớn với cánh quạt không cần lớn lắm, do sử dụng đến 2 cánh quạt nâng và không phải hao phí năng lượng cho cánh quạt đuôi. Tuy nhiên cánh quật nâng phía sau phải hoạt động dưới sự che phủ của cánh quạt nâng phía trước và điều này làm giảm hiệu suất động cơ. Vấn đề này có thể giải quyết bằng cách tăng khoảng cách giữa hai cánh quạt nâng bằng việc cho hai động cơ cánh quạt nằm ở hai vị trí cao thấp khác nhau. Sơ đồ cánh quạt nâng trước-sau thường có sức tải trên đĩa quay nhỏ hơn so với sơ đồ một cánh quạt nâng thông thường.
Trực thăng hai cánh quạt nâng trước-sau cũng thường yêu cầu công suất thấp hơn trong trạng thái lơ lửng và hay trạng thái tốc độ bay thấp so với trực thăng một cánh quạt nâng. Trong trạng thái bay tốc độ cao, công suất yêu cầu là như nhau cho cả hai loại.

## Một số trực thăng sử dụng sơ đồ cánh quạt nâng trước-sau
- HRP Rescuer (1945)
- Piasecki PV-14 (1948)
- HERC Jov-3 (1948)
- Piasecki H-21 (1949)
- McCulloch MC-4 (1951)

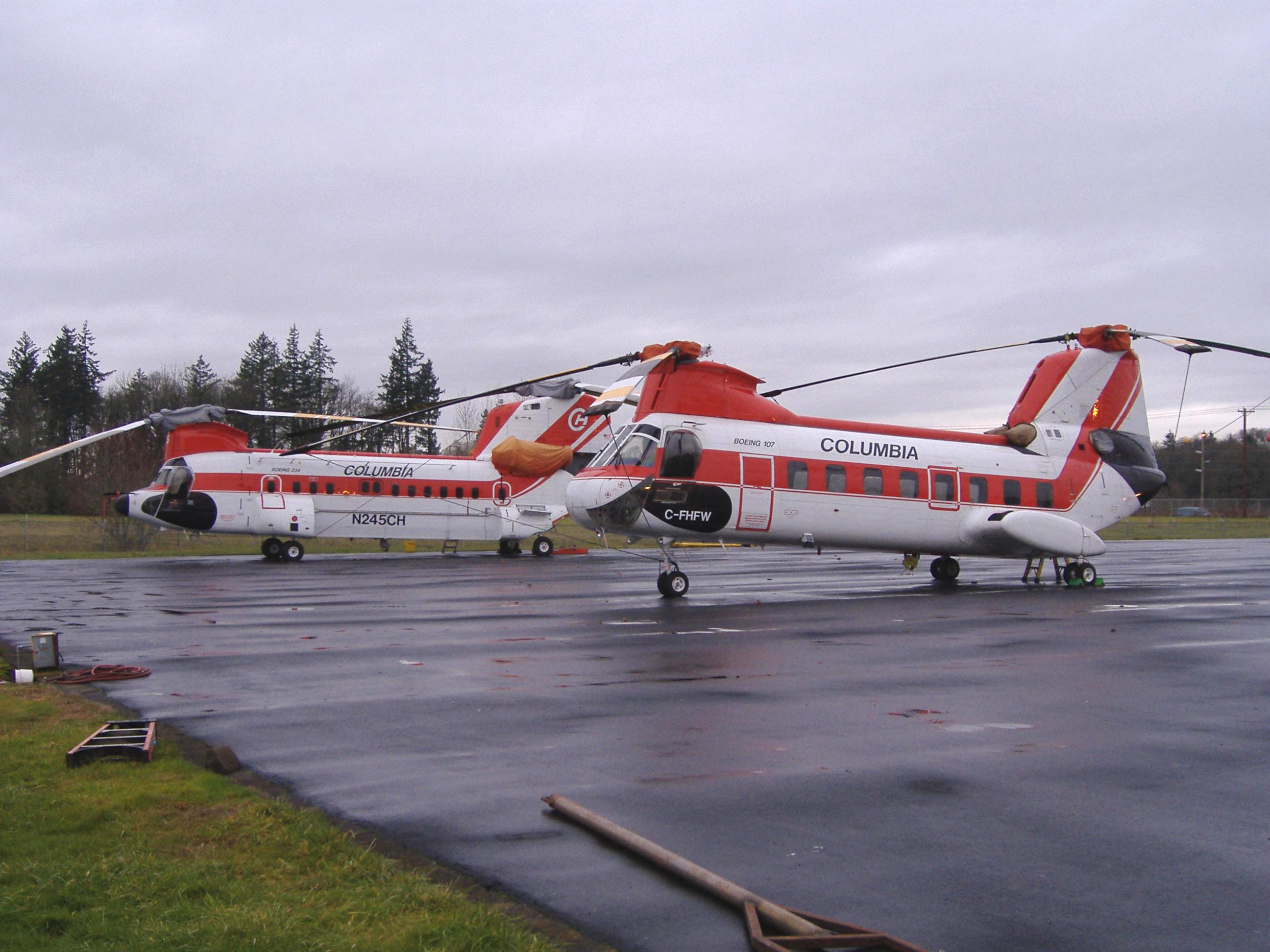
Boeing Vertol 107-II và Boeing 234

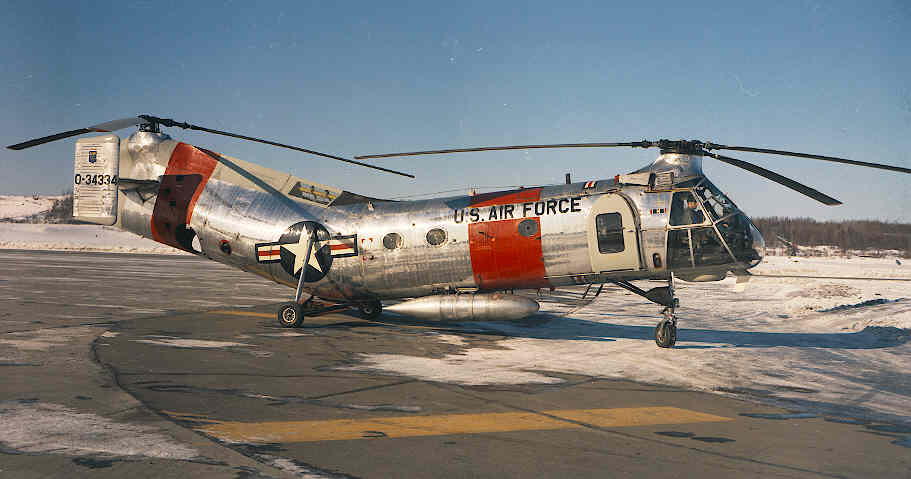
Piasecki H-21B tại Elmendorf AFB đầu thập niên 1960

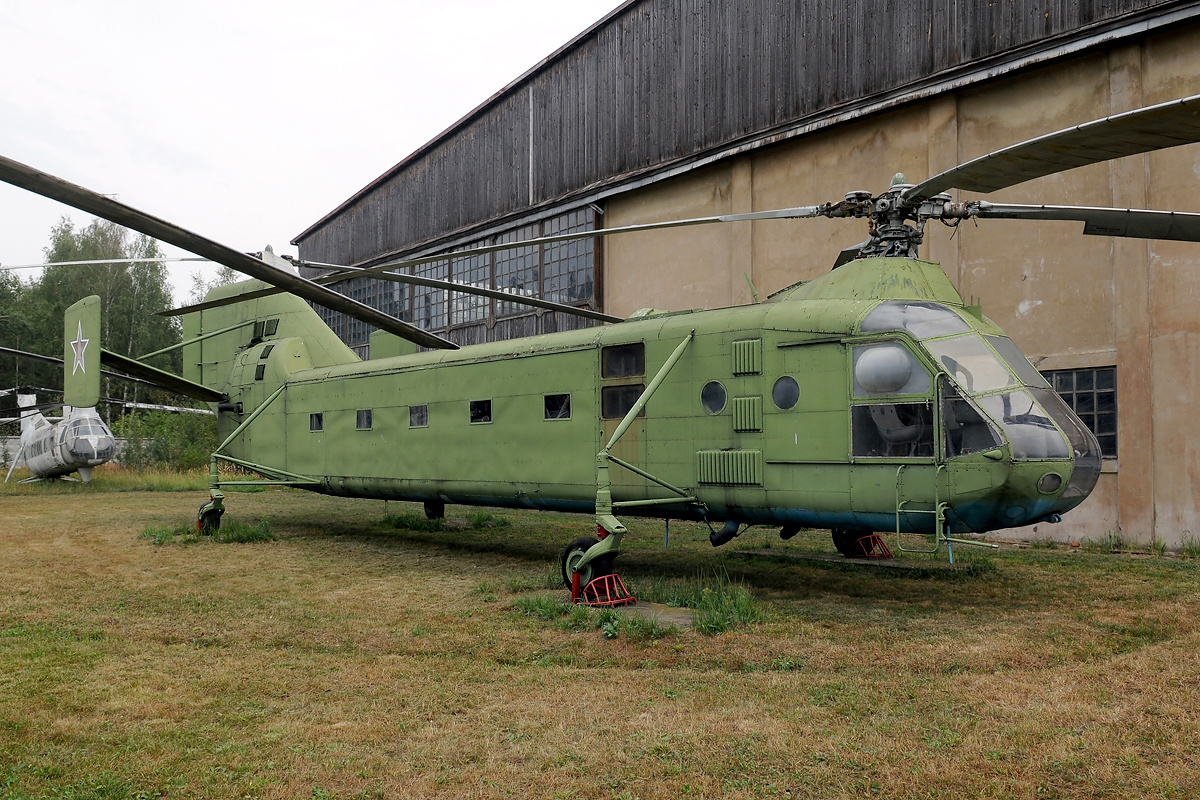
Yakovlev Yak-24 tại Bảo tàng Không quân Trung tâm ở Monino

- Piasecki H-25/HUP Retriever (1952)
- Yakovlev Yak-24 (1952)
- Bristol Belvedere (1952)
- Piasecki H-16 (1953)
- Piasecki H-21 (1953)
- Bell HSL (1953)
- Boeing Vertol 107-II (1958)
- CH-46 Sea Knight (1960)
- CH-47 Chinook (1961)
- Jovair Sedan 4A (1963)
- Fliper Beta 200 (1966)
- Fliper Beta 400 (1967)
- Boeing Vertol XCH-62 (1970s - not completed)
- Boeing Model 234 (1981)
- Boeing Model 360 (1987)